# Шем-Тоб ибн Шем-Тоб
Шем-Тоб ибн Шем-Тоб (или бен Шем-Тоб, также каббалист Шемтоб и Шем-Тов бен-Шем-Тов; ивр. שם טוב אבן שם טוב‎; жил между 1390—1440 гг.) — испанский раввин и каббалист, ярый противник рационалистической философии; автор книги, осуждавшей Маймонида.
Шем-Тоб — сын некого Шем-Тоба. Состоял ректором иешибота. Отец сыновей, приверженцев Маймонида, — старшего Иосифа (1400—1480) и младшего Исаака (Isaac ibn Shem-Tov).

## Труды
Шем-Тоб написал
- «Sefer ha-Emunot» («Ha-Emunoth») — o догматах веры (Феррара, 1556),
- «Sefer Jesodoth» (возможно, лишь иное заглавие предыдущего труда),
- комментарий к пасхальной агаде.

### «Ha-Emunoth»
В «Sefer ha-Emunot» автор нападает на философию Аристотеля и рационалистически-спекулятивную концепцию иудаизма, распространенную в ту эпоху. Книга является также восхвалением каббалы, «правдивого учения, существовавшего в течение всей диаспоры и единственного, которое в состоянии помочь Израилю». Шем-Тоб пытается доказать, что с точки зрения позитивного иудаизма немыслимо согласие между религией и философией, как того домогаются многие еврейские философы. Во введении он делает ответственными философских исследователей и созданное ими «просвещение» за отпадение многих от иудаизма и за политические преследования эпохи. Особенно строго он осуждает Маймонида (который, говорит он, отрицал веру в воскресение мёртвых), Авраама ибн-Эзру, Герсонида и других либеральных мыслителей.
В обзоре исторического развития каббалы Шем-Тоб приводит ряд старых каббалистических авторов, существование которых, впрочем, не доказано, что особенно относится к автору Зогара.
«Sefer ha-Emunot» много цитировался старыми и новыми писателями и ценен для истории каббалы. Судя по замечанию на стр. 31б, можно полагать, что Шем Тоб написал некоторые другие сочинения, относительно которых ничего не известно.

## Критика
Моисей Алашкар жестоко критиковал Шем-Тоба в своих Hassagoth al ma schekatab R. Schem-Tob neged ha RaMbaM (Феррара, 1556).